# Conistra vaccinioides
Conistra vaccinioides är en fjärilsart som beskrevs av Charles Oberthür. Conistra vaccinioides ingår i släktet Conistra och familjen nattflyn. Inga underarter finns listade i Catalogue of Life.